# Christian Friedrich Spittler
Christian Friedrich Spittler, född 12 april 1782 i Wimsheim i närheten av Pforzheim, död 8 december 1867 i Basel, var en tysk evangelisk-luthersk missionär och en av banbrytarna för 1800-talets diakoni.
Spittler omtalades 1808 som sekreterare i Tyska kristendomssällskapet (grundlagt 1780) och var jämte Carl Friedrich Adolf Steinkopf och Christian Gottlieb Blumhardt en av de drivande krafterna vid bildandet av Baselmissionen i Basel 1815. År 1820 var han verksam vid bildandet av Israels vänners förening och vid grundläggandet av räddningsanstalten för gossar i Beuggen. Under grekernas frihetskamp var han en av grundläggarna av "Föreningen för sedlig och religiös inverkan på grekerna", som hade till syfte att uppfostra grekiska pojkar, som räddats ur turkiskt slaveri, och för detta ändamål i anslutning till uppfostringsanstalten i Beuggen upprättade det så kallade "grekiska hemmet" (1826-32). 
Spittlers mest betydelsefulla gärning var upprättandet 1840 av Chrischona-anstalten utanför Basel för utbildning av lekmän till medarbetare i den inre och yttre missionens tjänst, skriftspridare, kateketer, diakoner med flera. Den blev ett centrum för den så kallade pilgrimsmissionen, som utsände medarbetare inte bara till Schweiz, Tyskland och Österrike, utan även till Amerika, Armenien och Palestina, där från 1847 upprättades ett så kallat "brödrahus" med ett par kristna medarbetare, som dock senare anslöt sig till biskop Gobats mission. 
Med Jerusalem som utgångspunkt planerade Spittler och realiserade delvis en så kallad "apostlaväg", som skulle omfatta 12 stationer, fram till Abessinien. Han var även en av grundläggarna av en dövstumanstalt, ett hem för värnlösa kvinnor, ett hem för ålderstigna, "den frivilliga tvångsanstalten i Maienbühl" (i närheten av Chrischona) för avsigkomna män; hans sista åtgärd var avfattande av ett upprop till bildande av en förening i Strassburg med syfte att ta sig an de försummade vedhuggarna på Vogeserna.